# عمارت چهار صفه گودرزنادری
عمارت چهار صفه گودرزنادری مربوط به دوره ایلخانی است و در شهرستان کازرون، بخش کوهمره، دهستان کوهمره، شرق روستای دوسیران واقع شده و این اثر در تاریخ ۳۰ بهمن ۱۳۸۶ با شمارهٔ ثبت ۲۰۹۳۶ به‌عنوان یکی از آثار ملی ایران به ثبت رسیده است.